# Money in the Bank (2025)
Cet article concerne l'édition 2025 du pay-per-view Money in the Bank. Pour toutes les autres éditions, voir WWE Money in the Bank.
Pour les articles homonymes, voir Money in the Bank.
L'édition 2025 de Money in the Bank (commercialisé sous le nom de Money in the Bank: Los Angeles) est un Premium Live Event de catch (lutte professionnelle) produit par la World Wrestling Entertainment, une fédération de catch américaine qui est télédiffusée et visible en paiement à la séance sur le WWE Network. L'événement a eu lieu le 7 juin 2025 à l'Intuit Dome à Inglewood (Californie). Il s'agit de la seizième édition de Money in the Bank.

## Contexte
Les spectacles de la World Wrestling Entertainment (WWE) sont constitués de matchs aux résultats prédéterminés par les scénaristes de la WWE. Ces rencontres sont justifiées par des storylines — une rivalité avec un catcheur, la plupart du temps — ou par des qualifications survenues dans les shows de la WWE telles que Raw, SmackDown et NXT. Tous les catcheurs possèdent une gimmick, c'est-à-dire qu'ils incarnent un personnage gentil (Face) ou méchant (Heel), qui évolue au fil des rencontres. Un événement comme Money in the Bank est donc un événement tournant pour les différentes storylines en cours,.

### Money in the Bank Ladder match
Comme le veut la tradition depuis 2005, la WWE met en jeu une mallette qui permet à ses gagnants d'obtenir un contrat pour un match pour le titre à n'importe quel moment pendant 1 an. Depuis 2017, l'évènement comporte un Women's Money in the Bank Ladder match.

### Cody Rhodes et Jey Uso contre John Cena et Logan Paul
Le 1er février, au Royal Rumble, Jey Uso remporte le match masculin en éliminant John Cena en dernier. Lors de la première soirée de WrestleMania 41, Uso remporte le titre WWE World Heavyweight Championship, tandis que lors de la deuxième soirée, Cena, désormais obscur, bat Cody Rhodes pour remporter le WWE Undisputed Championship. Après WrestleMania, Rhodes prend un congé sabbatique de la WWE tandis qu'Uso entame une rivalité avec Logan Paul. Lors du Saturday Night's Main Event XXXIX du 24 mai, Cena confronte Uso en coulisses avant la défense de son titre contre Paul. Il évoque la possibilité qu'Uso perde son titre face à un «YouTubeur» et comment cela «ruinerait le catch», ce qu'il a promis après avoir annoncé son intention de prendre sa retraite de champion fin 2025. Plus tard dans la soirée, Cena intervient dans le match de titre au nom de Paul, mais son plan est contrecarré par le retour de Rhodes. Uso a ensuite battu Paul pour conserver son titre. Après le match, Rhodes a annoncé qu'Uso et lui affronteraient Cena et Paul dans un match par équipe à Money in the Bank, match qui a ensuite été officialisé.

### Lyra Valkyria (c) contre Becky Lynch
Lors de la deuxième nuit de WrestleMania 41, Lyra Valkyria a fait équipe avec Becky Lynch, de retour, pour remporter le WWE Women's Tag Team Championship, mais a immédiatement perdu le titre la nuit suivante lors d'un match revanche à Raw, ce qui a rendu Lynch furieuse, la forçant à se retourner contre Valkyria. Les deux se sont ensuite affrontées à Backlash pour le WWE Women's Intercontinental Championship de Valkyria, où Valkyria a conservé son titre, mais après le match, Lynch a attaqué Valkyria davantage. Valkyria a ensuite coûté à Lynch son match de qualification pour Money in the Bank lors de l'épisode de Raw du 19 mai. Le 26 mai, un match revanche pour le WWE Women's Intercontinental Championship était prévu pour Money in the Bank. Lors du Raw de cette nuit-là, Lynch a proposé une stipulation de dernière chance pour le match, où si Valkyria gagnait, elle ne se battrait plus jamais pour le titre tant que Valkyria serait championne, mais si Lynch gagnait, Valkyria devrait lever la main et reconnaître Lynch comme la meilleure femme, de la même manière que Lynch l'a fait à NXT: Halloween Havoc en 2023 lorsqu'elle a perdu le championnat féminin de NXT contre Valkyria, qui a ensuite accepté,.

### Dominik Mysterio (c) contre Octagón Jr.
Lors de l'événement Worlds Collide, quelques heures avant Money in the Bank, après la victoire de l'équipe AAA d'Octagón Jr. dans son match impliquant des membres du Latino World Order (LWO), Dominik Mysterio, assis au bord du ring aux côtés de Liv Morgan, interrompit la célébration et se moqua d'Octagón Jr., le qualifiant de fan de son père, Rey Mysterio, leader du LWO. Une bagarre éclata et Dominik défia Octagón Jr. pour un match lors du Money in the Bank du soir, mettant en jeu le WWE Intercontinental Championship. Le match fut ensuite officialisé.

## Tableau des matchs
| Ordre par numéros                                                                         | Résultat                                                                       | Stipulation(s) | Temps |
| ----------------------------------------------------------------------------------------- | ------------------------------------------------------------------------------ | --- | ----- |
| 1                                                                                         | Naomi bat Rhea Ripley, Alexa Bliss, Giulia, Roxanne Perez et Stephanie Vaquer, | Women's Money in the Bank Ladder match La gagnante pourra utiliser sa mallette afin d'obtenir un match pour le championnat féminin de son choix à tout moment pendant un an. | 25:15 |
| 2                                                                                         | Dominik Mysterio (c) (avec Liv Morgan) bat Octagón Jr.,                        | Match simple pour le WWE Intercontinental Championship | 4:55  |
| 3                                                                                         | Becky Lynch bat Lyra Valkyria (c),                                             | Match simple pour le WWE Women's Intercontinental Championship | 15:20 |
| 4                                                                                         | Seth Rollins bat LA Knight, Solo Sikoa, Penta, Andrade et El Grande Americano, | Men's Money in the Bank Ladder match Le gagnant pourra utiliser sa mallette afin d'obtenir un match pour le championnat masculin de son choix à tout moment pendant un an.   | 33:45 |
| 5                                                                                         | Cody Rhodes et Jey Uso battent John Cena et Logan Paul,                        | Tag Team match | 23:35 |
| La lettre C placée entre parenthèses désigne la personne ou l’équipe championne en titre. |                                                                                | |       |